# Paralympisch Comité van de Amerika's
Het Paralympisch Comité van de Amerika's (AmPC, Engels: Americas Paralympic Committee, Spaans: Nationaal Paralympisch Comité las Américas) is een internationale organisatie die de meer dan dertig nationale Paralympische Comités vertegenwoordigt op de Amerikaanse continenten en in de Caraïben. Het is aangesloten bij het Internationaal Paralympisch Comité en de daaraan gelieerde organen.
De AmPC is het organiserende en toezichthoudende orgaan van de Parapan American Games, die elke vier jaar worden gehouden in het jaar vóór de Paralympische Zomerspelen.

## Lidstaten
In onderstaande tabel staan de Nationale Paralympische Comités vermeld met het jaar waarin ze door het Internationaal Paralympisch Comité (IPC) zijn erkend, mits dat jaartal afwijkt van de oprichtingsdatum van de AmPC (1997).
| Jaar | Land                   | Nationaal Paralympisch Comité                        |
| ---- | ---------------------- | ---------------------------------------------------- |
|      | Antigua en Barbuda     | Nationaal Paralympisch Comité Antigua en Barbuda     |
|      | Aruba                  | Nationaal Paralympisch Comité Aruba                  |
|      | Argentinië             | Nationaal Paralympisch Comité Argentinië             |
|      | Barbados               | Nationaal Paralympisch Comité Barbados               |
|      | Bermuda                | Nationaal Paralympisch Comité Bermuda                |
| 1958 | Brazilië               | Nationaal Paralympisch Comité Brazilië               |
|      | Canada                 | Nationaal Paralympisch Comité Canada                 |
| 1992 | Chili                  | Nationaal Paralympisch Comité Chili                  |
| 2001 | Colombia               | Nationaal Paralympisch Comité Colombia               |
| 2004 | Costa Rica             | Nationaal Paralympisch Comité Costa Rica             |
|      | Cuba                   | Nationaal Paralympisch Comité Cuba                   |
| 1983 | Dominicaanse Republiek | Nationaal Paralympisch Comité Dominicaanse Republiek |
| 2012 | Ecuador                | Nationaal Paralympisch Comité Ecuador                |
| 1984 | El Salvador            | Nationaal Paralympisch Comité El Salvador            |
|      | Guatemala              | Nationaal Paralympisch Comité Guatemala              |
|      | Haïti                  | Nationaal Paralympisch Comité Haiti                  |
|      | Honduras               | Nationaal Paralympisch Comité Honduras               |
|      | Jamaica                | Nationaal Paralympisch Comité Jamaica                |
| 2004 | Mexico                 | Nationaal Paralympisch Comité Mexico                 |
| 2000 | Nicaragua              | Nationaal Paralympisch Comité Nicaragua              |
|      | Panama                 | Nationaal Paralympisch Comité Panama                 |
|      | Peru                   | Nationaal Paralympisch Comité Peru                   |
| 1998 | Puerto Rico            | Nationaal Paralympisch Comité Puerto Rico            |
|      | Suriname               | Nationaal Paralympisch Comité Suriname               |
| 2009 | Trinidad en Tobago     | Nationaal Paralympisch Comité Trinidad en Tobago     |
| 2001 | Verenigde Staten       | United States Olympic & Paralympic Committee         |
|      | Uruguay                | Nationaal Paralympisch Comité Uruguay                |
|      | Venezuela              | Nationaal Paralympisch Comité Venezola               |